# 心臓血管外科学

心臓血管外科学（しんぞうけっかんげかがく、英語：cardiovascular surgery）とは、心臓や血管などを中心に扱う外科学の一分野である。
欧米では一般に、心臓疾患を扱う「心臓外科学（cardiac surgery）」と血管疾患を扱う「血管外科学（vascular surgery）」という2つの分野に分かれている。しかし日本では多くの場合、心臓、大血管、末梢血管を含めて循環器系統の疾患を対象する統合された外科学領域として心臓血管外科学としている。また、共に胸部の臓器を扱う心臓外科学と呼吸器外科学を合わせて胸部外科学または胸部心臓外科学としていることもある。また、診療科としては同じ循環器系統の疾患を扱う循環器内科と共に循環器センターを設置している施設もある。

## 心臓外科の歴史
心膜に対する最初期の手術としては、19世紀にフランシスコ・ロメロ、ドミニク＝ジャン・ラレー、ヘンリー・ダルトン、ダニエル・ヘイル・ウィリアムズらによって行われた心膜縫合術がある。また心臓そのものに対する最初の手術は、1895年9月4日にノルウェーの外科医であるアクセル・カペレンによってクリスチャニア（現在のオスロ）で行われ、左の腋窩を刺され重度のショックに陥った24歳の男性に対して、左開胸で出血している冠動脈を結紮した。男性は覚醒し、術後24時間は経過良好であったが、最終的には術後第3病日に縦隔炎で死亡した。
合併症無く成功裏に行われた最初の心臓手術は、1896年9月7日にドイツ・フランクフルトの外科医であるルートヴィッヒ・レーンによって行われた右室刺創の修復術である。
大動脈に対する手術（大動脈縮窄症修復術、ブラロック・タウジッヒシャント作成術、動脈管閉鎖術）は、厳密には心臓自体に対する手術ではないが、20世紀以降より心臓外科領域の手術として一般的になった。

### 開心術
第二次大戦後より、患者の心臓を切開し直視下に心臓の内部に対して手術操作を行う開心術が発展していった。トロント大学の心臓外科医ウィルフレッド・G・ビゲローが1950年に発表した全身低体温法をもとに、1952年にF・ジョン・ルイスらが世界初の開心術として心房中隔欠損症閉鎖術を行った。
当時の低体温法を用いた手術では、時間を要する複雑な心内修復術の場合、全身の諸臓器、特に虚血による低酸素に弱い脳への血液灌流が不足するため、その点において限界があった。そのため患者の心肺機能を人工的に代替する手法が望まれていたが、1953年にジェファーソン医科大学の外科医ジョン・ヘイシャム・ギボンにより、最初の人工心肺を用いた体外循環による開心術が行われた。しかしながら、その後に続く人工心肺による手術成績は芳しいものではなかった。1954年にC・ウォルトン・リレヘイにより、患者の父親または母親を「人工心肺」として使う交叉循環法（cross circulation）が発表され、人工心肺装置による体外循環法は一時断念されたが、その後メイヨー・クリニックのジョン・カークリンらによりギボン型の人工心肺が改良されて良好な手術成績をおさめたことにより、以後人工心肺は世界中の心臓外科手術で幅広く使用されるようになった。

### 心拍動下手術
1990年代より、人工心肺を使用せずに行う冠動脈バイパス術（CABG）である、人工心肺非使用冠動脈バイパス術（OPCAB: off-pump CABG）が行われるようになった。この場合心臓は拍動させたままで、スタビライザーを使用してターゲットとなる冠動脈の周囲を固定することにより静止状態に近い術野でグラフトを吻合することが可能となる。

## 血管外科の歴史
血管外科は血管（動脈・静脈）の疾患に対する外科的治療を行う専門領域であり、欧米などでは加えて血管内治療も含まれることがある。血管外科は一般外科や心臓外科、および画像下治療による低侵襲治療の技術を基礎にして発展してきた。
アレクシス・カレルは血管吻合法の基礎を確立し、血管外科の研究に多くの業績を残した。その他この領域における先駆者として、初期の外科的技術を考案したロシアの外科医であるニコライ・コロトコフ、低侵襲血管形成術を開発したアメリカのチャールズ・ドッター、そして血管外科の専門領域としての認知度の確立に尽力したオーストラリアのロバート・パトン（Robert Paton）らが挙げられる。
血管外科医の扱う対象は心臓・脳を除く体の全ての部位の血管に及ぶ。心臓および胸部大動脈までは心臓外科医の扱う領域である。また脳動脈瘤など脳血管疾患に関しては脳神経外科の扱う領域である。

## 対象疾患

### 弁膜疾患
- 心臓弁膜症
  - 大動脈弁狭窄症
  - 大動脈弁閉鎖不全症
  - 僧帽弁狭窄症
  - 僧帽弁閉鎖不全症
  - 三尖弁狭窄症
  - 三尖弁閉鎖不全症
  - 肺動脈弁狭窄症
  - 肺動脈弁閉鎖不全症（英語版）

### 冠動脈疾患
- 虚血性心疾患（IHD: ischemic heart disease）
  - 狭心症
  - 心筋梗塞
  - 急性冠症候群
- 心筋梗塞合併症
  - 心室瘤
  - 乳頭筋断裂（英語版）・虚血性僧帽弁閉鎖不全症
  - 心室中隔穿孔
  - 心破裂

### 不整脈
- 心疾患に合併した発作性もしくは慢性心房細動
- 心室頻拍
- 徐脈性不整脈（洞不全症候群、房室ブロックなど）

### 心膜疾患
- 感染性心内膜炎
- 収縮性心膜炎（英語版）

### 心臓腫瘍
- 心臓粘液腫

### 先天性心疾患
- 先天性心疾患
  - 心室中隔欠損症
  - 心房中隔欠損症
  - 動脈管開存症
  - 大動脈縮窄症
    - 単純性大動脈縮窄
    - 大動脈縮窄複合

  - 単心室症
  - 両大血管右室起始症
  - 房室中隔欠損症
  - 左心低形成症候群
  - エプスタイン奇形
  - ファロー四徴症
  - 大血管転位症
    - 完全大血管転位症（右旋性大血管転位症）
    - 修正大血管転位症（左旋性大血管転位症）

### 重症心不全
- 外科治療を要する重症心不全
  - 心筋症
    - 肥大型心筋症
    - 拡張型心筋症
    - 拘束型心筋症

  - 心筋炎

### 大動脈疾患
- 大動脈解離
  - 急性大動脈解離
- 大動脈瘤
  - 胸部大動脈瘤（上行・弓部・下行）
  - 腹部大動脈瘤
  - 胸腹部大動脈瘤
- 大動脈弁輪拡張症
- 外傷性大動脈破裂
- 急性大動脈症候群

### 末梢血管疾患
- 閉塞性動脈硬化症
- 下肢静脈瘤
- 深部静脈血栓症
- 腹部内臓動脈瘤
- シャント造設を要する腎不全

## 手術術式
心臓血管外科学領域で行われる代表的な手術術式は以下の通り。

### 成人心臓外科

#### 弁膜症外科
- 弁形成術
  - 大動脈弁形成術（英語版）
  - 僧帽弁形成術
  - 三尖弁形成術
- 弁輪形成術
  - 僧帽弁輪形成術（英語版）
  - 三尖弁輪形成術
- 弁置換術（英語版）
  - 大動脈弁置換術（英語版）
  - 僧帽弁置換術（英語版）
- 房室弁交連切開術
- 複合弁手術

#### 冠動脈外科
- 冠動脈バイパス術（CABG: coronary artery bypass grafting）
  - 人工心肺使用心停止下冠動脈バイパス手術（on-pump CABG / CCAB）
  - 人工心肺非使用心拍動下冠動脈バイパス術（英語版）（OPCAB: off-pump CABG）
  - 人工心肺使用心拍動下冠状動脈バイパス手術（on-pump beating CABG）
  - 低侵襲冠動脈バイパス術（英語版）（MIDCAB: Minimally Invasive Direct CABG）
- 心筋梗塞合併症手術

#### 不整脈外科
- ペースメーカー植込み術
- メイズ手術（英語版）

### 小児心臓外科
- 開心術
  - 心房中隔欠損閉鎖術
  - 心室中隔欠損閉鎖術
  - ファロー四徴症根治術
  - ノーウッド手術
  - グレン手術
  - フォンタン手術
  - ラステリ手術
  - ジャテン手術
  - ロス手術
  - 完全型房室中隔欠損症手術
- 非開心術
  - 動脈管閉鎖術
  - 体肺動脈短絡術
  - 肺動脈絞扼術
  - 大動脈縮窄症手術
  - 大動脈縮窄・大動脈弓離断複合手術

### 心不全外科
- 心移植
- 補助人工心臓装着術
- 左室形成術
  - バチスタ手術

### 大動脈外科
- 大動脈人工血管置換術
  - 胸部大動脈置換術（上行大動脈・弓部大動脈・下行大動脈）
  - 腹部大動脈置換術
    - Y-グラフト置換術

  - 胸腹部大動脈置換術
- ステントグラフト内挿術（EVAR（英語版）・TEVAR）
- 大動脈基部置換術
  - ベントール手術
  - デービッド手術

### 血管外科（末梢血管）
- 末梢動脈血行再建術
  - 解剖学的バイパス術
    - 大腿動脈-膝窩動脈バイパス（F-P bypass）

  - 非解剖学的バイパス術
    - 大腿動脈-大腿動脈バイパス（F-F bypass）
    - 腋窩動脈-大腿動脈バイパス（Ax-F bypass）
- 末梢静脈血行再建術
- 静脈ストリッピング（英語版）
- 静脈血栓摘除術
- 内シャント作成術

## 開心術と非開心術
心臓外科手術は、開心術と非開心術に大きく分類される。開心術は人工心肺を使用して体外循環を行いながら心臓を直接切開して行う手術であり、通常は心停止下に心臓内部の手術操作を行う。一方、非開心術は人工心肺を使用せず、心拍動下に手術を行う方法である。
開心術の詳細については同項目を参照。

## 周術期管理
本項目では一般的な外科系手術の周術期管理と比較して、心臓血管外科手術において特に留意すべき点を中心に述べる。

### 術前管理
冠動脈バイパス術で体外循環を使用しない予定の場合なども含めて、常に体外循環を用いるという想定のもとに術前検査を行う必要がある。具体的には以下の様な項目を中心に術前検査を行うが、ヘマトクリットや血小板の値によって輸血準備の量を検討する。そして心機能・呼吸機能とともに、肝機能・腎機能の評価も行い、臓器不全のリスクを評価する。大動脈遮断予定部位や送脱血管挿入予定部位の血管の石灰化、血管径の確認も必須である。
- 代表的な術前検査

1. 一般検査： 血算，生化学，凝固機能，動脈血ガス分析，等
2. 心機能・循環動態の評価： 胸部X線検査，心電図，心臓超音波検査，心臓カテーテル検査（冠動脈造影，左室造影，等），心筋シンチグラフィー
3. 中枢神経系の評価： 頭部CT，頚部血管エコー，頭頸部MRA
4. 大動脈遮断部位，送脱血部位の評価，： 胸腹部CT

### 術中管理
心臓手術の術中管理は循環器系・呼吸器系の管理が中心となる。術中に必要なモニターのうち代表的なものを下に記す。体血圧は撓骨動脈圧をモニターすることが多いが、その他大腿動脈圧なども使用される。動脈圧ラインからは適宜動脈血ガス分析を行う。肺動脈カテーテル（スワンガンツカテーテル®）心拍出量、肺動脈圧など様々なパラメーターを測定出来る。パルスオキシメーターにより酸素飽和度の変化を迅速に知ることが出来る。経食道心エコーは術中の心機能の評価、体外循環離脱時の心腔内の空気の有無の評価などに用いる。ダイレクトエコーは上行大動脈の送血管の位置や遮断が可能かどうかの検討のために術者が術野で直接施行する。ダイレクトエコー以外のモニター・検査は麻酔科医が行うが、術中の術者との密な意思疎通に基づいた管理が重要である。
- 術中に必要なモニター・検査

1. 心電図
2. 血圧： 非侵襲的血圧測定（NIBP），観血的動脈圧測定（ABP）
3. スワンガンツカテーテル： 心拍出量（CO），中心静脈圧（CVP），肺動脈圧（PAP），右房圧（RAP），肺動脈楔入圧（PCWP），混合静脈血酸素飽和度（SvO2），等
4. 経皮酸素飽和度（SpO2）
5. 経食道心エコー
6. 深部体温： 直腸温，膀胱温
7. ダイレクトエコー（術者が行う）

### 術後管理
術後のICUないしCCUでの代表的なモニタリング項目は下に記した通りで、概ね手術室と同様である。術直後数時間から1～2日の間は呼吸循環動態が不安定になりやすいため、変化に即応した厳密な管理が必要である。また、深鎮静・挿管下に手術室からICUに入室するか、手術室で覚醒・抜管してからICUに入室するかで管理は大きく変わる。前者の場合は鎮静剤や麻薬を用いて人工呼吸管理を行い、覚醒のタイミングを図ることになる。
- 術後の呼吸・循環系モニター

1. 心電図モニター
2. 血圧： NIBP，ABP，CVP
3. スワンガンツカテーテル
4. SpO2
5. 深部体温

#### 輸液管理
人工心肺を使用した開心術における術中・術後には全体の水分量は著明に増加していることが多く、また抗利尿ホルモンの活性化や副腎皮質ホルモンの分泌増加などの影響でナトリウムの貯留とカリウムの喪失が起こるため、術後早期は特に水分管理・カリウムの管理が重要であり、前負荷の軽減のために一般的にはマイナスバランスを保つ必要がある。上記のモニタリング項目を参考にしながら、輸液、輸血、強心剤の調整する。

#### 低心拍出量症候群
スワンガンツカテーテルにより測定した心係数（CI）の低下は低心拍出量症候群（英: Low cardiac output syndrome、LOS）を示す重要な所見である。LOSの徴候を認める場合、まずは出血などの手術による合併症に対して対処を行う。また術前より使用しているβブロッカーの影響や内因性因子で徐脈になることもあり、必要に応じて心房ペーシングや心室ペーシングで管理する。低血圧時にはPCWPが低ければ容量負荷を行い、高ければドパミンなどのカテコラミンを使用し（場合によりドブタミンやアドレナリンも考慮する）、血圧が上昇し始めたら少量の血管拡張薬を使用する。正常血圧でPCWP、PAP、RAPが高い時はニトログリセリンやミルリノンなどの血管拡張薬を使用する。

#### 出血
心臓外科手術を受ける患者は術前に抗凝固療法を受けていることが多く、また体外循環を用いる手術が多いため、術後の凝固機能に異常が見られることがある。ヘパリンの影響による凝固機能異常に対してはプロタミンで対処し、血小板減少に対しては必要に応じ血小板輸血を行う。ドレーンからの出血量によっては止血再開胸を考慮する必要がある。逆にドレーンの排液が少ない時でも凝血塊でドレーンが閉塞して心タンポナーデに陥ることがあり、頻脈・低血圧・SvO2の低下などが見られタンポナーデと判断されたら躊躇せず速やかに再開胸止血術を行う。

#### 循環サポート
術後に心機能の抑制が見られる時には心臓の収縮力を高めるために各種の循環作動薬を使用する。カテコラミンにはアドレナリン・ノルアドレナリン・ドパミン・ドブタミン等、また非カテコラミンではカルシウム製剤・ジゴキシン・アムリノン・ミルリノン等があり、これらを状況に応じ使用する。薬剤を使用してもCI 2.0L/min/m2以下が持続する時には大動脈内バルーンパンピングを使用することにより、拡張期の冠血流量を増大させ（diastolic augmentation）、収縮期圧負荷を減弱させる（systolic unloading）。

#### 呼吸管理
挿管鎮静下にICUに入室した場合、覚醒が十分で動脈ガスデータが適切な範囲にあることを確認したら人工呼吸器からの離脱を開始する。但し血行動態が不安定であったり、未だ術後の出血が続いており再開胸の可能性が残っている時は安定するまで鎮静・人工呼吸管理を継続する。喀痰排出困難な時にはトラヘルパーやミニトラックなども使用し、長期の呼吸管理が必要になる時は気管切開も考慮する。

## 専門医制度
日本での心臓血管外科領域における一定水準の知識・技量を認定する専門医資格として、心臓血管外科専門医の制度が設置されている。
日本胸部外科学会・日本心臓血管外科学会・日本血管外科学会からなる3学会構成心臓血管外科専門医認定機構により、経験手術症例、論文・学会発表等の業績などに基づいて資格認定の審査が行われている。心臓血管外科専門医取得の条件の一つとして「外科専門医であること」が要求されているため、心臓血管外科医を志す若手医師は、初期研修終了後に消化器外科・呼吸器外科・乳腺外科といった一般外科の経験を2-3年程度積むことが必須となる。

## 心臓血管外科手術データベース
心臓血管外科領域における手術リスクの評価に用いることの出来る臨床データベースに基づいたリスク解析モデルとして、EuroSCOREやSTS scoreなど様々なものが存在する。日本では20世紀まで心臓血管外科手術の全国規模でのリスク調査がなされていなかったが、2000年に日本成人心臓血管外科手術データベース（JACVSD）が発足し、翌年より実際にインターネットを介してデータ入力が開始。2007年10月よりデータ解析機能（JapanSCORE）が設置された。小児心臓外科においても同様に、日本先天性心臓血管外科手術データベース（JCCVSD）が構築されている。